# Бри (графство)
Графство Бри (фр. comté de Brie) — небольшое средневековое графство, расположенное на северо-востоке Франции, примерно между северо-восточной частью Иль-де-Франса, реками Сеной на юге и Марной на севере.
Известно с эпохи последних Каролингов. Графы Бри обычно титуловались графами Мо, по названию главного города графства, Мо. В 956 году граф Мо Роберт I стал графом Труа, и с этого времени графство было во владении графов Труа, а затем графов Шампани. Графы Шампани титуловались «Comtes palatins de Champagne et de Brie» (пфальцграф Шампани и Бри).
В 1335 году графство Бри вместе с графством Шампань было присоединено к королевскому домену и до 1790 года оставалось провинцией Франции.